# Distretto di El Madher
Il distretto di El Madher è un distretto della provincia di Batna, in Algeria, con capoluogo El Madher.

## Comuni
Il distretto comprende i seguenti comuni:
- El Madher
- Aïn Yagout
- Boumia
- Djerma